# Zvănartsi
Zvănartsi (bulgariska: Звънарци) är ett distrikt i Bulgarien.   Det ligger i kommunen Obsjtina Kubrat och regionen Razgrad, i den nordöstra delen av landet, 290 km nordost om huvudstaden Sofia.